# Geschichte des Radios in der Schweiz

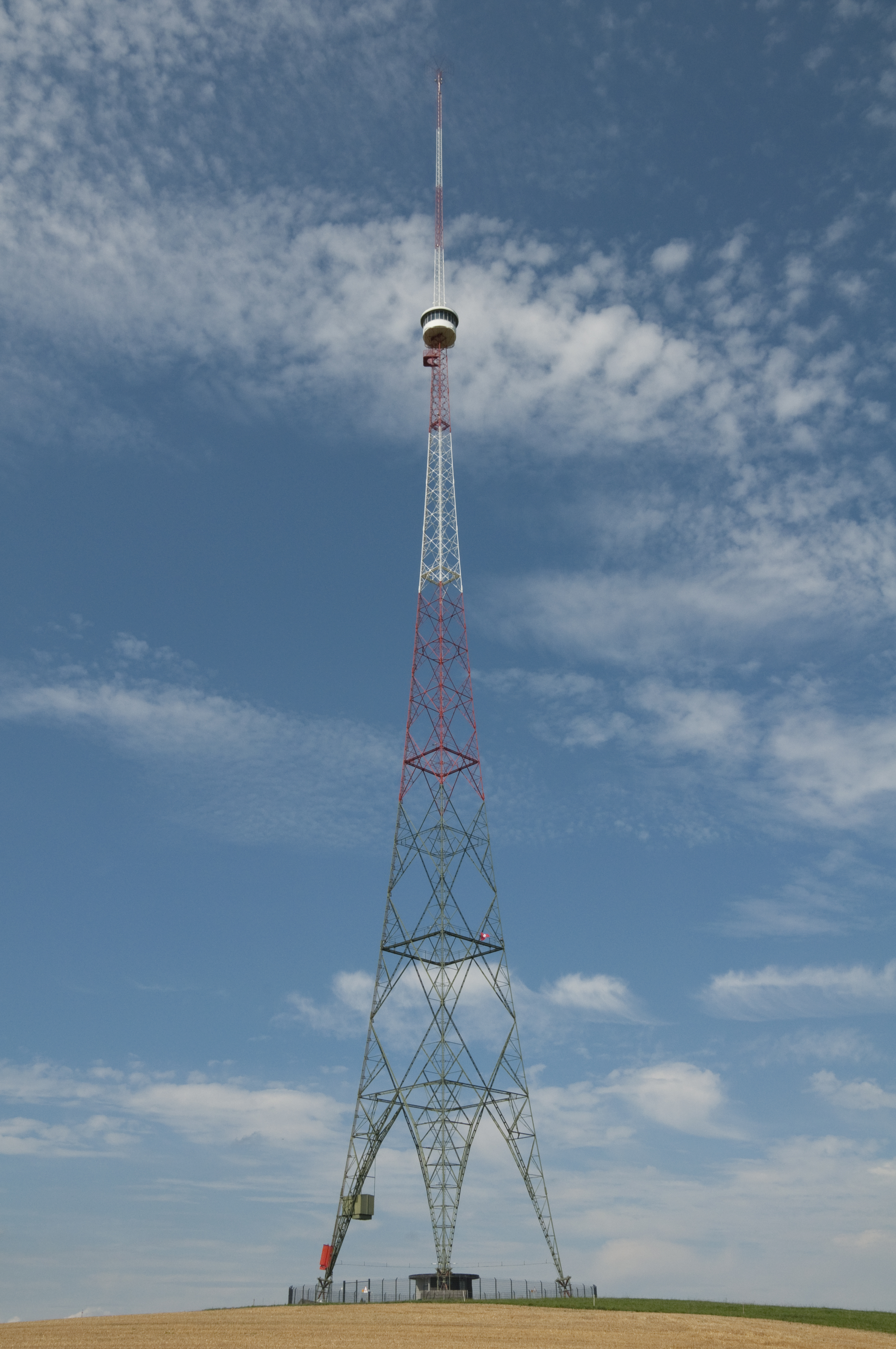
Mittelwellensender Beromünster (Blosenbergturm)

Die Geschichte des Radios in der Schweiz hatte ihren Anfang zu Beginn des 20. Jahrhunderts. Nach Testsendungen mehrerer Stationen in den Jahren 1920 bis 1922 folgten 1923 von den beiden damaligen Sendern Lausanne (im Februar) und Bern (im Juni) mit den ersten regelmäßigen Übertragungen, die ersten kommerziellen Nutzungen des Radios in Mitteleuropa.
In der Schweiz bildete sich durch den sehr hohen Anteil an Hochgebirgslandschaft eine Besonderheit, ein zweiter Übertragungsweg von Programmen, heraus. Neben der terrestrischen Ausstrahlung des Radiorundspruchs war ab 1931 mit dem Aufbau vom Telefonrundspruch auch Radio über Drahtfunk zu hören.

## Begriff
Der heutige Begriff Radio trug zur Zeit der Entstehung des ersten elektronischen Mediums bis in die 1960er Jahre noch die Bezeichnung Rundspruch, einem laut Duden veralteten Ausdruck der Schweizer Sprachvarietät.

## Geschichte

Radiostation Universität Basel (1922)

Kontrollpult Lausanne-Champ-de-l'Air

- 1920 erfolgte die Errichtung eines Völkerbund-Senders in Bel Air, einem Ortsteil Chêne-Bourgs bei Genf, über den Presseberichte von der im September 1921 stattfindenden Versammlung der Mitgliedsstaaten der Organisation ausgestrahlt wurden.
- 1921 entstand der erste Radioclub der Schweiz.
- Im Oktober 1922 trat ein Bundesgesetz in Kraft, das zur Regelung des Telefon- und Telegrafenbetriebes festlegte, dass als Aufsichtsorgan die Obertelegraphendirektion (OTD) und zur Erteilung von Genehmigungen, z. B. Empfangsbewilligungen, das Postdepartement (heute Teil des UVEK) zuständig sei.
- Ebenfalls 1922 begannen mehrere Flugplatzsender, u. a. in Lausanne, Testübertragungen mit gemischtem Programm aus Nachrichten, Wetterinformationen und Musik.
- 1923, nach entsprechender Genehmigung der OTD von regionalen Sendern am 10. Januar, eröffnete der schon genannte Flugplatzsender Lausanne ab 26. Februar den regelmässigen Betrieb mit 0,4 Kilowatt Sendeleistung. Das Programm enthielt Musik von Schallplatten, unterbrochen von Nachrichten und Informationen über Wetter und Sport.
- Im Juni desselben Jahres begann von der Station Bern-Münchenbuchsee mit 8 bis 10 Kilowatt Leistung die Ausstrahlung von Wirtschaftsnachrichten.
- Neben einer Direktübertragung des Fussball-Länderspiels gegen Uruguay von Paris nach Zürich fanden im Jahr 1923 außerdem die Ausstrahlungen weiterer Sendungen statt:
  - Im April von einem 20-Watt-Sender im Basler Bernoullianum
  - Im September über den Telephoniezusatz der 1-Kilowatt-Station vom Flugplatzsender Kloten-Dübendorf durch den Radioclub von Zürich
  - Im Dezember vom Flugplatzsender Genf-Cointrin (wie in Lausanne)
- Am 17. Dezember 1923 erfolgte zudem die Gründung der ersten überregionalen Radiogesellschaft in der Schweiz, der Broadcasting Romand bzw. Société Romande de Radiophonie.[2][3]

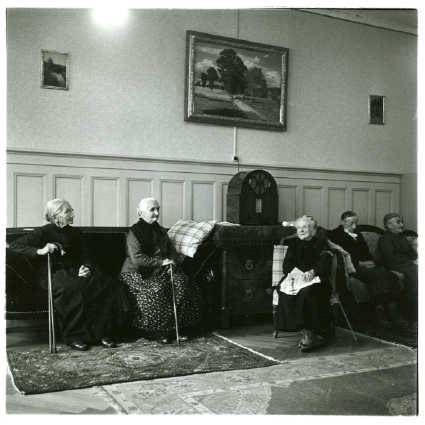
Radiohören 1934 in einem Berner Altersheim, Foto Paul Senn

- 1924 und in den folgenden Jahren wurden die Zürcher und weitere Radiogenossenschaften gegründet. Es folgten die Berner, Basler und die Ostschweizer Radiogenossenschaft. Heute sind die Genossenschaften in die Struktur der Schweizerischen Radio- und Fernsehgesellschaft, französisch Société suisse de radiodiffusion et télévision (SRG SSR), eingebunden.[4][5][6]
- 1925 wurde in Genf die europäische Internationale Radio-Union/Union Internationale de Radiophonie gegründet.

Sendeanlage im Radiosender Beromünster (etwa 1930 bis 1935)

Ausstellung des Radio Club Olten über das Radio (1931)

Radiosender Monte Ceneri (etwa 1960)

- 1931 entstand die Schweizerische Rundspruchgesellschaft, die heutige SRG SSR. In diesem und den Folgejahren begann die Ausstrahlung von Programmen über Mittelwelle in deutscher (Radio Beromünster über den Landessender Beromünster), französischer (Landessender Sottens) und italienischer (Landessender Monte Ceneri) und 1938 in einer rätoromanischen Sprache.
- 1935 nahm Schweizer Radio International (SRI) als Auslandsdienst der SRG seinen Betrieb auf.
- Während des Zweiten Weltkrieges galten die wöchentlichen Berichte in der „Weltchronik“ von Jean Rudolf von Salis über den Sender Beromünster Millionen von Hörern in Mitteleuropa als objektive Beurteilung der politischen und militärischen Lage in Europa.[7]
- In den 1970er Jahren bauten die PTT und SRG ein flächendeckendes UKW-Sendernetz aus. Am 23. November 1978 trat der neue internationale Mittelwellenplan in Kraft. Dies hatte zur Folge, dass der Landessender Beromünster abends abgestellt werden musste. Deshalb tourte 1978 die junge Schauspielerin Birgit Steinegger im Auftrag von PTT und SRG als UK-Fee durch die Deutschschweiz und warb mit dem Slogan «UK-Fee bringt UKW» erfolgreich dafür, dass die Radiohörer von der veralteten Mittelwelle auf UKW wechselten.[8]
- Im Jahr 1982 erliess der Schweizerische Bundesrat die Rundfunkversuchsordnung (kurz: RVO) mit dem Ziel, privaten Radio- und Fernsehstationen sogenannte Rundfunkversuche in der Schweiz zu erlassen. Bis dahin hatte die Schweizerische Radio- und Fernsehgesellschaft SRG das Monopol in der Produktion von Fernsehen und Radio in der Schweiz inne. Mit der RVO sollten nun auch private Medienanbieter Gelegenheit erhalten, elektronische Medien zu veranstalten. Diese Versuche sollten sich auf lokale Radio- und TV-Projekte beschränken. Die RVO wurde mit der Einführung des Bundesgesetzes über Radio und Fernsehen (RTVG) 1991 obsolet.
- 1998 wurde der Telefonrundspruch eingestellt. Die drei Musikprogramme werden über Satellit, Kabel und DAB als Radio Swiss Pop, Radio Swiss Classic und Radio Swiss Jazz weitergeführt.
- 1999 begann das DAB-Zeitalter in der Schweiz. Ende 2009 war DAB in der ganzen Schweiz zu empfangen. Zwischen 2012 und 2015 wurden alle DAB-Sender auf das bessere Format DAB+ umgestellt. Alle SRG-Radioprogramme sowie viele private Radiosender werden nicht nur über UKW, sondern auch über DAB+ ausgestrahlt. Ende 2024 wurden alle UKW-Sender der SRG abgeschaltet, spätestens Ende 2025 sollen die privaten Sender folgen. Ab dann sollen in der Schweiz Radioprogramme nur noch über DAB+ zu empfangen sein.[9]
- 2004 wurden die Rundfunksendungen von Schweizer Radio International (SRI) zugunsten einer medialen Darstellung per Internet auf swissinfo eingestellt.